# تاتيانا وود
تاتيانا وود (بالإنجليزية: Tatjana Wood)‏ هي فنانة أمريكية، ولدت في 2 مارس 1926 في دارمشتات في ألمانيا.